# サーチップ県
サーチップ県（サーチップけん、英語: Serchhip district）は、インドのミゾラム州にある11県のうちのひとつ。県の面積は、1,421.60平方キロメートル (548.88 sq mi)である。行政の中心地はサーチップの町である。この県は、1998年9月15日に、より大きいアイゾール県から分離する形で創設された。このため、この県にはイースト・ルンダール・テシル (East Lungdar Tehsil) の一部とティングスルトリア・テシル (Thingsulthliah Tehsil) の一部が含まれている。
2011年の国勢調査によると、サーチップ県はインドの中でも最も高い水準の識字率をもち、当時のミゾラム州の8県の中では、シアハ県に次いで人口が少ない方から2番目であった。

## 地理
サーチップ県は、北および北西側はアイゾール県、西および南側はルンレイ県、南東側はミャンマー、東側はチャンパイ県と境を接している。
この県は、全体的に山がちで、川沿いには堆積段丘が発達しており、農業に利用されている。サーチップ県は、マット川とトゥイクム川 (Tuikum River) に挟まれている。トゥイクム川は、サーチップの町の飲料水の水源となっており、マット川はサーチップの水田地帯であるゾールプイ (Zawlpui) に農業用水を供給している。ミゾラム州で最も落差が大きい滝であるバントーン滝は、テンゾールの町から南へ5キロメートル (3.1 mi)ほどのラウ川 (Lau River) にある。
当地の平均標高は、888メートル (2,913 ft)、年間を通しての平均気温は 15 °C から 27 °C ほどであり、一定の降水もある。

## 行政区画
この県の行政長官はデビュティー・コミッショナー (deputy commissioner) の肩書をもち、その事務所はサーチップの町に置かれている。県の下には郡に相当するテシルとして、サーチップ・サダル (Serchhip Sadar)、ノース・バンライパイ (North Vanlaiphai)、テンゾール (Thenzawl) の3つが置かれており、その下に合わせて41の村がある。
州議会選挙区は、トゥイクム (Tuikum)、フラントゥルゾ (Hrangturzo)、サーチップ (Serchhip) の3つがある。アイゾール県に属する3つの村 (Darlawng, Phulmawi, Tlungvel) は、トゥイクム選挙区に組み入れられており、フラントゥルゾ選挙区には、チャンパイ県に属するビアテの町が含まれている。
県内のおもな町は、サーチップ、テンゾール、ノース・バランパイである。町に準じる規模の集落としては、チーングチップ (Chhingchhip)、イースト・ルンダール (East Lungdar) がある。特筆すべき村には、フリアントラン (Hriangtlang) やルンポー (Lungpho) がある。

## 人口
| チャンパイ県の宗教 | チャンパイ県の宗教 | チャンパイ県の宗教 | チャンパイ県の宗教 | チャンパイ県の宗教 |
| ------------------ | ------------------ | ------------------ | ------------------ | ------------------ |
| 宗教               |                    |                    | パーセント         |                    |
| キリスト教         | キリスト教         |                    | 97.70%             | 97.70%             |
| ヒンドゥー教       | ヒンドゥー教       |                    | 1.53%              | 1.53%              |
| イスラム教         | イスラム教         |                    | 0.52%              | 0.52%              |
| 無回答             | 無回答             |                    | 0.09%              | 0.09%              |
| その他の宗教       | その他の宗教       |                    | 0.05%              | 0.05%              |
| シク教             | シク教             |                    | 0.01%              | 0.01%              |
| 仏教               | 仏教               |                    | 0.01%              | 0.01%              |
| ジャイナ教         | ジャイナ教         |                    | 0.01%              | 0.01%              |

2011年の国勢調査によると、サーチップ県の人口は、64,937人で、概ねマーシャル諸島と同じである。インド国内の640県の中では、626番目の人口規模である。人口のおよそ3分の1は、サーチップの町かその周辺に住んでいる。人口密度は、46人毎平方キロメートル (120/sq mi)である。2001年から2011年にかけての人口増加率は、20.56% であった。チャンパイ県における性比は、男性1000人に対し、女性が977人となっており、識字率は 97.91%.である。人口の大部分は、農業に従事している。

## 自然保護
1991年、35 km2 (13.5 sq mi)の広さをもつコーンルン (Khawnglung) 野生動物保護区がサーチップ県に設けられた。